# Ingrid Klimke
Ingrid Klimke, född 1 april 1968 i Münster, är en tysk ryttare som tävlar i fälttävlan och dressyr. Under olympiska spelen i London 2012 vann hon lagtävlingen i fälttävlan med hästen Butts Abraxxas för Tyskland och försvarade därmed det lagguld som hon var med om att vinna för Tyskland i de olympiska spelen i Peking 2008. I de olympiska spelen 2016 i Rio de Janeiro fick hon i lagtävlingen i fälttävlan en silvermedalj.
Hon är dotter till den legendariske ryttaren och olympiern Reiner Klimke. Som sin far så tävlar hon på internationell nivån både i fälttävlan och dressyr. I dressyr så har hon bland annat placerat sig som bäst på en sjunde plats i världscupfinalen i dressyr 2002. 2012 tilldelades hon som andra kvinna hittills titeln Reitmeister av det tyska ridsportförbundet.

## Biografi
- Klimke Reiner, Klimke Ingrid., Diggle Martin., red (2006) (på engelska). Basic training of the young horse (Fully rev. ed..). London: J. A. Allen. Libris 11941858. ISBN 978-0-85131-927-8